# International Accounting Standard 21
Der International Accounting Standard 21 (IAS 21) ist eine Rechnungslegungsvorschrift des IASB.
IAS 21 regelt als Vorschrift des IASB die Auswirkungen von Wechselkursänderungen auf die Bilanz. Es betrifft also Unternehmen mit Vermögensgegenständen oder Verbindlichkeiten in fremder Währung. Jeweils zum Bilanzstichtag ist eine Umrechnung erforderlich. 
Es gibt zwei Möglichkeiten der Behandlung:
- Verwendung des historischen Wechselkurses zum Zeitpunkt der Anschaffung (Anschaffungskurs)
- Verwendung des Wechselkurs am Bilanzstichtag (Stichtagkurs)

IAS 21 unterscheidet zwischen monetären Positionen, die zum Stichtag umgerechnet werden, und nichtmonetären Positionen, die entsprechend dem historischen Anschaffungskurs zu fortgeführten Anschaffungskosten bewertet werden. Als monetäre Positionen gelten alle Positionen, die ein Recht auf Erhalt (bei Vermögenswerten) beziehungsweise die Verpflichtung zur Bezahlung (bei Verbindlichkeiten) einer festen oder bestimmbaren Anzahl von Währungseinheiten zum Inhalt haben. So gelten Pensionsverpflichtungen als monetäre Posten. Erworbene Eigenkapitalinstrumente sind hingegen nichtmonetäre Posten, da die Dividenden sich nicht aus schuldrechtlichen Ansprüchen ergeben und auch ihrer Höhe nach nicht bestimmbar sind. 